# Carmen Gloria Arroyo
Carmen Gloria Arroyo García (née le 28 juillet 1965 à Santiago) est une avocate et animatrice de télévision chilienne.

## Filmographie
| Année     | Programme                | Rôle       | Chaîne      |
| --------- | ------------------------ | ---------- | ----------- |
| 2003      | El Térmometro            | Panéliste  | Chilevisión |
| 2007-2017 | La Jueza                 | Animatrice | Chilevisión |
| 2008      | Mi verdad                | Animatrice | Chilevisión |
| 2012      | Gente como tú            | Animatrice | Chilevisión |
| 2013-2015 | La mañana de Chilevisión | Animatrice | Chilevisión |
| 2014      | La Jueza Prime           | Animatrice | Chilevisión |
| 2015      | Usted decide             | Animatrice | Chilevisión |
| 2017      | Se busca                 | Animatrice | Chilevisión |